# 陳綸
陳綸（15世紀—15世紀），字孔經，福建延平府南平縣人，明朝政治人物。

## 生平
陳綸是景泰元年（1450年）庚午科舉人，授新興縣知縣，當時土寇鄧李保等依附流賊為患，朝廷無法招撫下，巡府、總兵都打算剿滅；陳綸卻請求緩師，親自到賊人堡壘諭以順逆，准許他們自新，賊人最終投降，誅殺首領，救活萬人，不久因為冒功者以事誣陷他而離任。

## 引用
1. 1 2  民國《南平縣志·卷十九·人物志》：陳綸，字孔經，景泰庚午舉人，授新興知縣，時土寇鄧李保等附流賊為患，所司屢招不下，巡府、總兵欲進屠之；綸請緩師，躬詣賊壘諭以順逆，許其自新，賊感悟，皆稽顙乞降，誅厥渠魁，所活萬計，媢功者以事羅織，去。